# Antónia Germanova
Antonia Germanova Wilhelm (ur. 31 października 1991 w Vila Nova de Gaia) – portugalska wioślarka.

## Osiągnięcia
- Mistrzostwa Świata – Poznań 2009 – dwójka bez sternika – 15. miejsce[1].